# بی ویو گاردنز، ایلینوی
بی ویو گاردنز (به انگلیسی: Bay View Gardens) یک روستا در ایالات متحده آمریکا است که در شهر اسپرینگ بی واقع شده‌است. بی ویو گاردنز ۲٫۰۳ کیلومتر مربع مساحت و ۳۷۸ نفر جمعیت دارد.